# Aes hordearium
Aes hordearium ― був щорічним виділенням 2000 ослів, що виплачувалися під час Римської республіки Equus publicus на утримання його військового коня.
Ці гроші платили самотні жінки, до яких належали як дівчата і вдови (viduae), так і сироти (orbi), за умови, що вони володіли певною кількістю майна, за принципом, як зауважує Бартольд Георг Нібур, «що у військовому стані, жінки і діти повинні вносити свій внесок за тих, хто воює за них і за добробут, при цьому слід мати на увазі, що вони не були включені в перепис»."
Вершники мали право арештувати (pignoris capio), якщо aes hordearium не було оплачено.